# Тшцянне (гмина)
Тшцянне (пол. Trzcianne) — сельская гмина (волость) в Польше, входит как административная единица в Монькский повет Подляского воеводства. Население — 4584 человека (на 2011 год). Административный центр гмины — деревня Тшцянне.

## Демография
Данные по переписи 2011 года:
| Перепись            | Всего | Мужчины | Женщины |
| ------------------- | ----- | ------- | ------- |
| Всего               | 4584  | 2343    | 2241    |
| Городское население | 0     | 0       | 0       |
| Сельское население  | 4584  | 2343    | 2241    |

## Поселения
1. Барвик
2. Богушево
3. Богушки
4. Бжезины
5. Буды
6. Хойново
7. Добаж
8. Гад
9. Гелчин
10. Гугны
11. Клеще
12. Колодзее
13. Корчак
14. Крыница
15. Лясковец
16. Милево
17. Мрочки
18. Невярово
19. Нова-Весь
20. Окронгле
21. Писанки
22. Пулько
23. Старе-Байки
24. Стуйка
25. Шорце
26. Тшцянне
27. Вилямувка
28. Вышовате
29. Зайки
30. Зуболе
31. Зуцелец

## Соседние гмины
1. Гмина Гонёндз
2. Гмина Едвабне
3. Гмина Крыпно
4. Гмина Моньки
5. Гмина Радзилув
6. Гмина Тыкоцин
7. Гмина Визна
8. Гмина Завады